# Caudron C.600 Aiglon
 (juillet 2021).
Si vous disposez d'ouvrages ou d'articles de référence ou si vous connaissez des sites web de qualité traitant du thème abordé ici, merci de compléter l'article en donnant les références utiles à sa vérifiabilité et en les liant à la section « Notes et références ».
Le Caudron C.600 Aiglon est un avion de tourisme français construit par la Société des avions Caudron.

## Évolutions
L'Aiglon fut conçu par Marcel Riffard après qu'il eut pris la direction de la conception des avions Caudron, à la suite du rachat de Caudron par Renault. L'Aiglon était un monomoteur biplace à aile basse cantilever, avec deux cockpits ouverts disposés en tandem très performant pour l'époque. Le premier des deux prototypes effectua son premier vol en mars 1935 à Issy-les-Moulineaux. Deux exemplaires d'une variante à long rayon d'action d'action, le C.610 Aiglon, furent construits avec des réservoirs de plus grande capacité. En décembre 1935, un C.610 piloté par André Japy vola de Paris à Saïgon à la vitesse moyenne de 129 km/h.
Mlle Élisabeth Lion établit le record de distance féminine en réalisant aux commandes de son Aiglon un vol de 4 060 km au départ d'Istres le 13 mai 1938 et arrivée à Abadan le 14 en 6h30 de vol.
L'Aiglon rencontra un certain succès auprès des pilotes privés et des aéroclubs, et fut également exporté. Il participa à de nombreuses démonstrations et compétitions aéronautiques.  Au début de la Seconde Guerre mondiale, de nombreux C.600 furent réquisitionnés par le gouvernement français et servirent comme appareils de liaison au sein de l'Armée de l'air. Au total, 203 Aiglons furent produits dont 178 exemplaires du modèle initial, le C.600 à moteur Renault 4Pgi Bengali Junior.

## Variantes
- C.600 Aiglon - modèle initial, motorisé par un Renault 4Pgi Bengali Junior de 178, 178 exemplaires[8].
- C.600G Aiglon - version modifiée, équipée d'un moteur de Havilland Gipsy Major (en), 5 exemplaires.
- C.601 Aiglon Senior - version modifiée équipée d'un Renault 4Pei engine, 18 exemplaires.
- C.610 Aiglon - version à long rayon d'action, capacité d'emport de carburant augmentée, 2 exemplaires.
- Caudron KXC1 - Un C.601 exporté au Japon pour y être évalué par le Service aérien de l'armée impériale japonaise.

## Utilisateurs

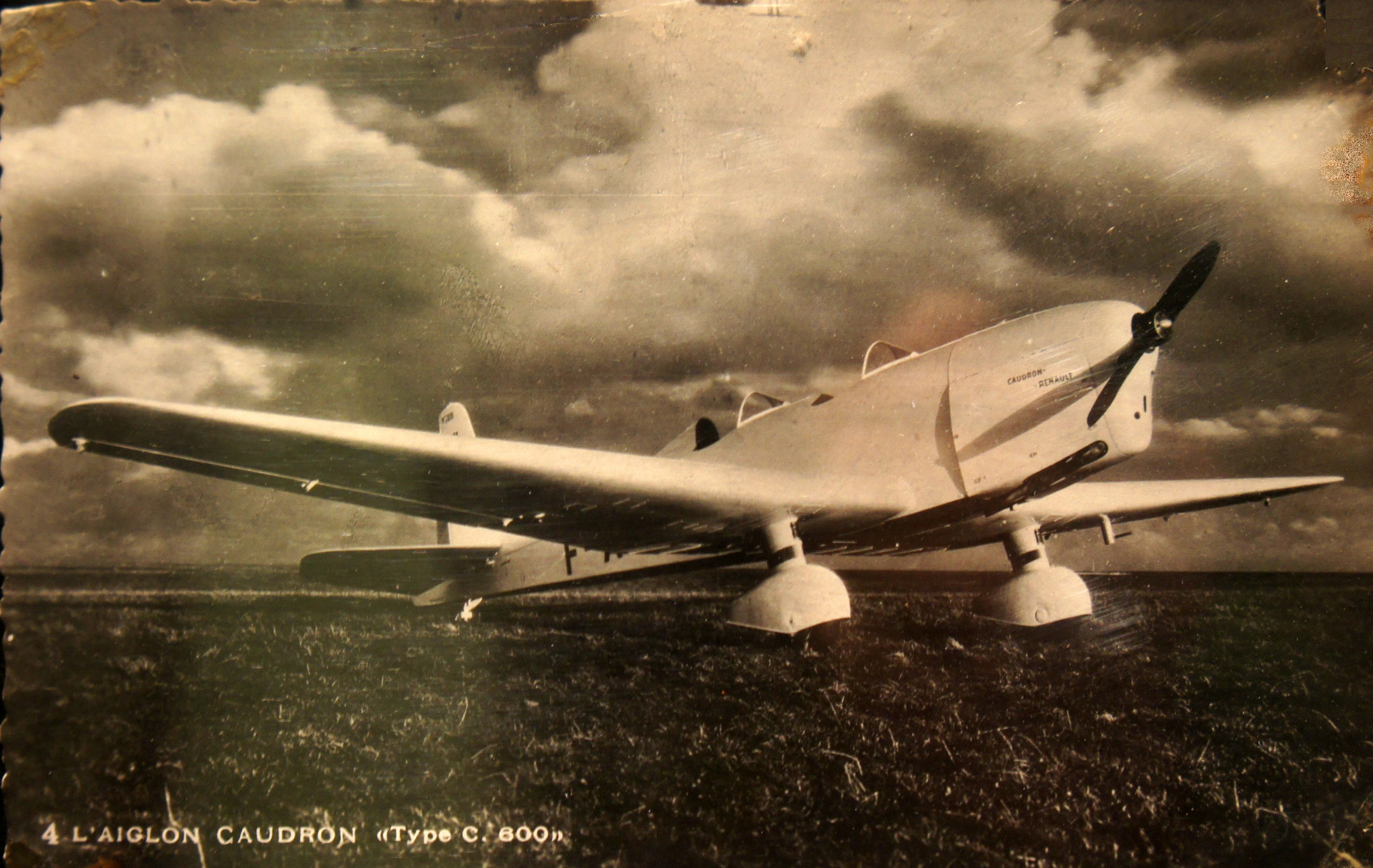
Position deux sièges.

Le Caudron Aiglon fut utilisé par des pilotes privés, des aéroclubs ainsi que quelques forces aériennes.
 Argentine
 France
- Armée de l'air

 Guatemala
- Fuerza Aérea Guatemalteca (en)

 Hongrie
- L'Armée de l'air hongroise utilisa 6 appareils de 1943 à 1945.

 Japon
- Le Service aérien de l'armée impériale japonaiseévalua un exemplaire sous la dénomination KXC1.

 Espagne
- Forces aériennes de la République espagnole

## Fiction cinématographique
La société Caudron Renault utilise le cinéma pour promouvoir l'aviation en général et ses avions en particulier.
C'est ainsi qu'elle met à disposition ses appareils et son infrastructure de Guyancourt à disposition des productions cinématographiques.
On retrouve ainsi des Caudron Aiglon dans plusieurs films :
En 1936 dans le film de Raymond Bernard : Anne-Marie, Annabella joue le rôle d'une jeune ingénieure, Anne-Marie, qui devient pilote dans un scénario d'Antoine de Saint-Exupery
En 1939 Jean Renoir met en scène un Aiglon dans La Règle du Jeu, c'est le F-ANSB qu'on voit dans Anne-Marie, modifié en C.601 et redécoré.
Enfin c'est un Caudron Aiglon qui est utilisée par l'héroïne du film de Jean Grémillon Le ciel est à vous (incarnée par Madeleine Renaud), pour battre un record féminin de distance (l'histoire est basée sur l'exploit d'Andrée Dupeyron, qui détint ce même record alors même qu'elle n'était pas une professionnelle salariée par une firme d'aviation).
Ce film sorti en 1944 fut tourné en France occupée sous la férule de la Continental films.